# Acustico (La Quinta Estación)
Acustico, uscito nel 2005, è il primo album live dei La Quinta Estación. Accompagnato anche da un DVD, vende circa 250 000 copie e vale al gruppo una nomination ai Grammy Latini.

## Tracce
- Daría
- Esperaré despierta
- Rompe el mar
- Niña
- Flores de alquiler
- Perdición
- El sol no regresa
- Algo más
- Busco tu piel
- Cuando acaba la noche